# Cirilske številke
Cirílske števílke so sistem za pisanje števil s črkami cirilice. Sistem je zelo podoben grškemu, iz katerega se je tudi razvil. Cirilske številke so uporabljali slovanski narodi, ki so pisali s cirilico, do začetka 18. stoletja, ko je Peter Veliki uvedel arabske številke.
Cirilski sistem pisanja števil pozna posebne znake za enice (1, 2, 3, ..., 9), posebne za desetice (10, 20, 30, ..., 90) in posebne za stotice (100, 200, 300, ..., 900). Ostala števila so pisli z grupiranjem po principu seštevanja. 
Zgledi:
- ДI = 14
- ФЛЅ = 536
- ЦИ = 908

Za tisočice so uporabljali še poseben dodatni znak ҂ ob številu tisočic, npr.: ҂ВФ = 2500.
Za ločevanje številk od besedila so nad števili običajno pisali še dodatno vijugico, npr.:  = 7118.